# Uber Arena
La Uber Arena (anciennement O2 World et Mercedes-Benz Arena) est une salle omnisports située dans le quartier berlinois de Friedrichshain (Bezirk de Friedrichshain-Kreuzberg). Elle est principalement utilisée pour le hockey sur glace, le basket-ball, les concerts et autres manifestations.
Depuis 2008, c'est le domicile du Eisbären Berlin, évoluant dans le Championnat d'Allemagne de hockey sur glace, et de l'ALBA Berlin de la Basketball-Bundesliga. Le Mercedes-Benz Arena a une capacité maximum d'environ 17 000 places assises et debout, disposant de 59 suites de luxe et 1 500 sièges de club pour les plus fortunés.

## Histoire
La première pierre fut posée le 13 septembre 2006. La salle a été construite sur le site de l'ancienne gare fret Ostgüterbahnhof de la Mühlenstraße, elle fait partie d'un projet d'aménagement urbain des rives de la Spree. Dans les environs seront construits des salles de cinéma, un casino, un hôtel, des restaurants et autres installations.
La cérémonie d'ouverture s'est tenue le 10 septembre 2008.
Lors de l'ouverture de cette salle, une manifestation a rassemblé plus de 1 000 personnes. Ils dénonçaient la privatisation des quais de la Spree,.

## Événements
- Concert de Metallica 12 septembre 2008 ;
- Final Four de l'Euroligue de basket-ball 2008-2009, 1 et 3 mai 2009 ;
- Concert de Britney Spears (The Circus Starring: Britney Spears), 26 juillet 2009 ;
- MTV Europe Music Awards 2009 5 novembre 2009 ;
- Concert de Linkin Park (A Thousand Suns World Tour), 20 octobre 2010 ;
- Concert de Rammstein (Made in Germany 1995-2011), 25 et 26 octobre 2011.
- Concert de Iron Maiden (The Final Frontier World Tour), 3 juin 2011
- Concert de Scooter (Big Mash Up tour 2012), 6 avril 2012.
- Concert de Madonna (MDNA Tour), les 28 et 30 juin 2012.
- Étape 2 de l'Euro Beach Soccer League 2012 du 3 au
- Concert de Lady Gaga (Born This Way Ball), le 20 septembre 2012.
- Match de handball de Ligue des champions entre les Füchse Berlin et Barcelone, le 10 février 2013.
- Concert de Rihanna (Diamonds World Tour) , le 2 juillet 2013.
- Concert de Depeche Mode (Delta Machine Tour), le 25 novembre 2013.
- Un groupe de la phase de poules du Championnat d'Europe de basket-ball 2015.
- Finale des championnats du monde de League of Legends 2015.
- Concert de Madonna (Rebel Heart Tour), les 10 et 11 novembre 2015.
- Concert de Rihanna (Anti World Tour), le 16 août 2016.
- Concert de Britney Spears (Piece of me Tour), le 6 août 2018.
- Concert de Nicki Minaj (The Nicki Wrld Tour), le 28 février 2019.
- The Man. The Music. The Show., le 14 mai 2019.
- Concert de Dua Lipa (Future Nostalgia Tour), le 20 mai 2022.
- Concert de Nct Dream (The Dream Show 2), le 3 Avril 2023.
- Concert de Madonna (The Celebration Tour), les 28 et 29 novembre 2023.
- Concert de Niall Horan (The Show: Live on Tour), le 11 mars 2024.
- WWE SmackDown, le 30 août 2024.
- WWE Bash in Berlin, le 31 août 2024.
- Laver Cup, du 20 au 22 septembre 2024.

## Galerie

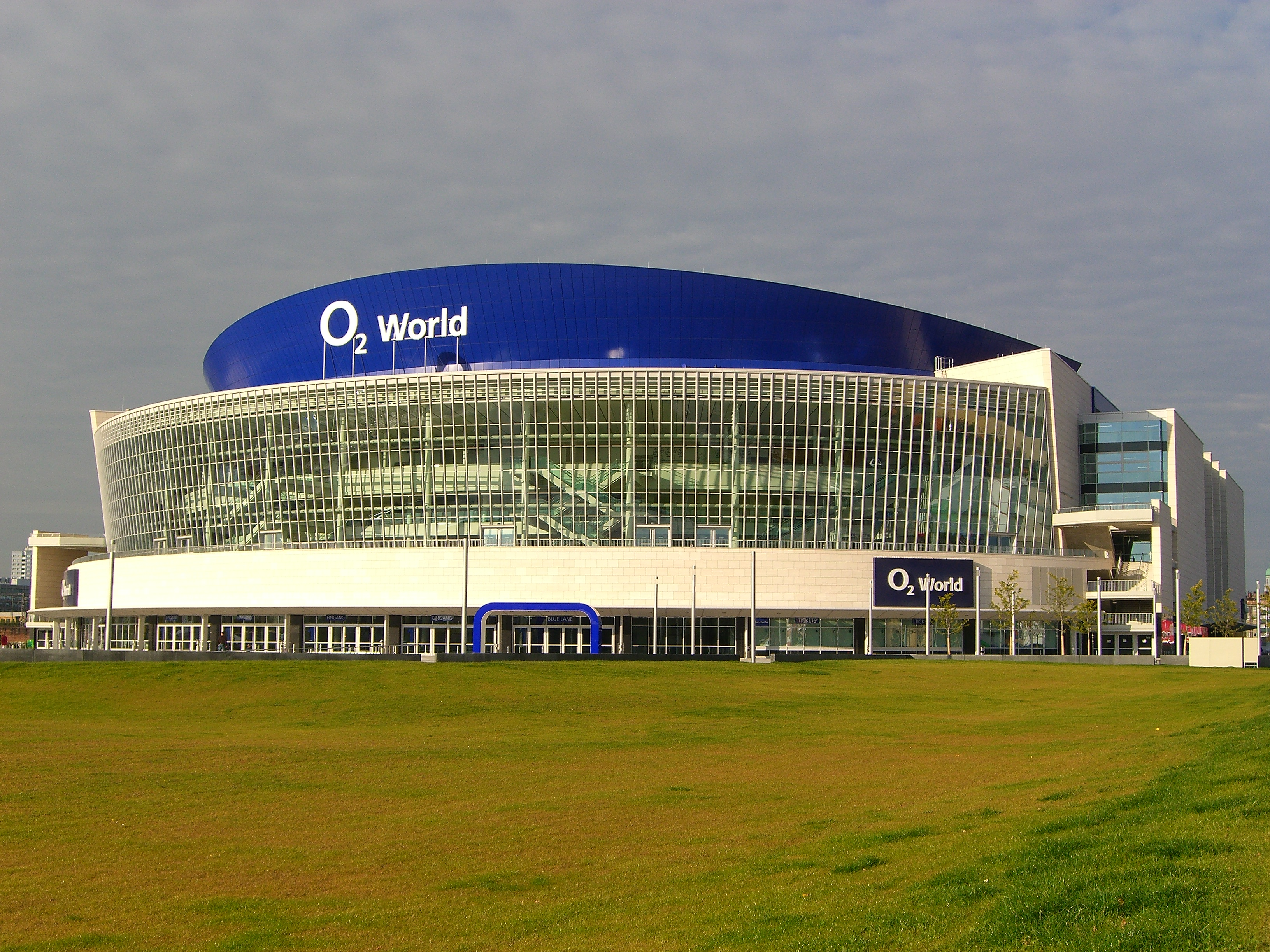
Façade extérieure
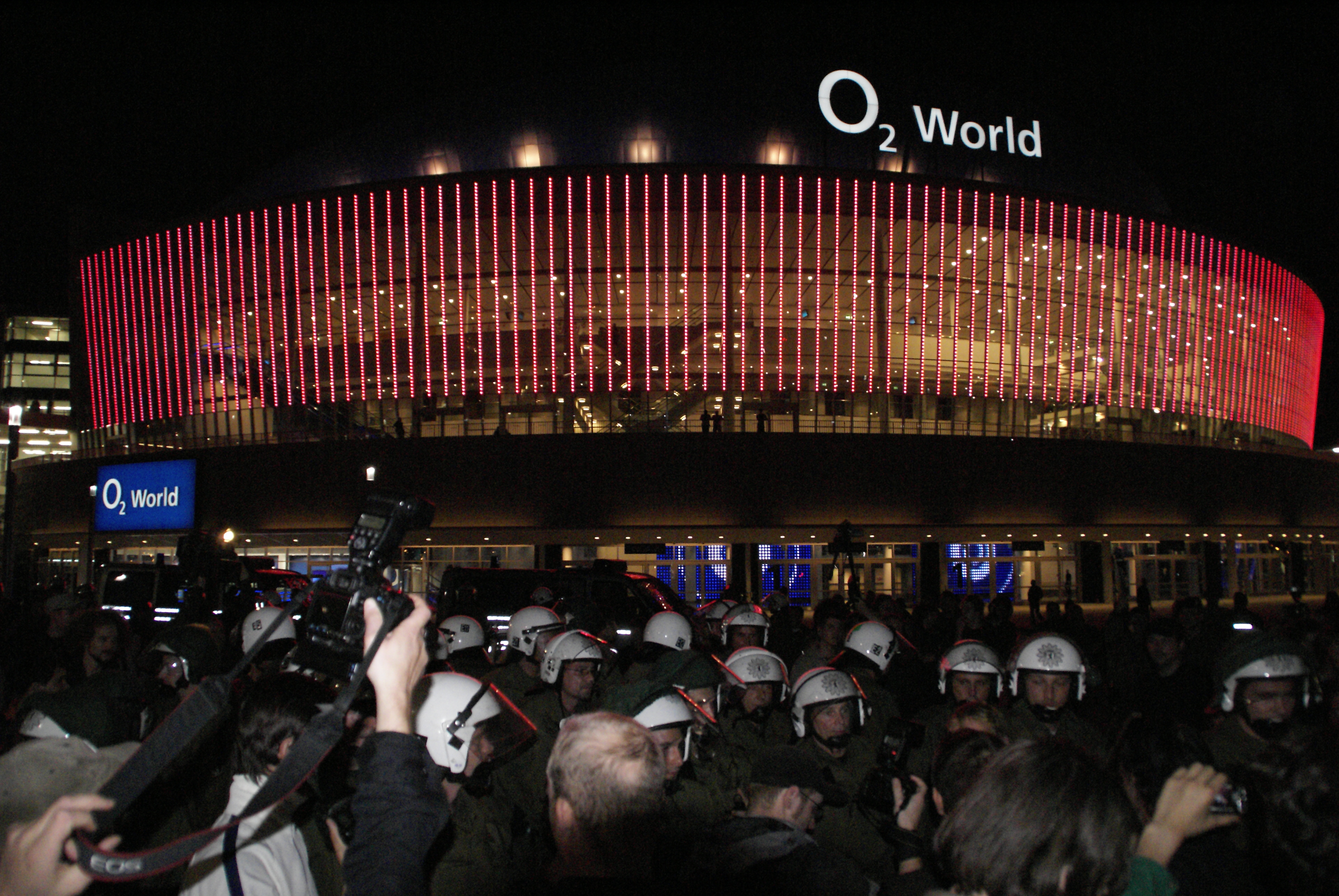
De nuit
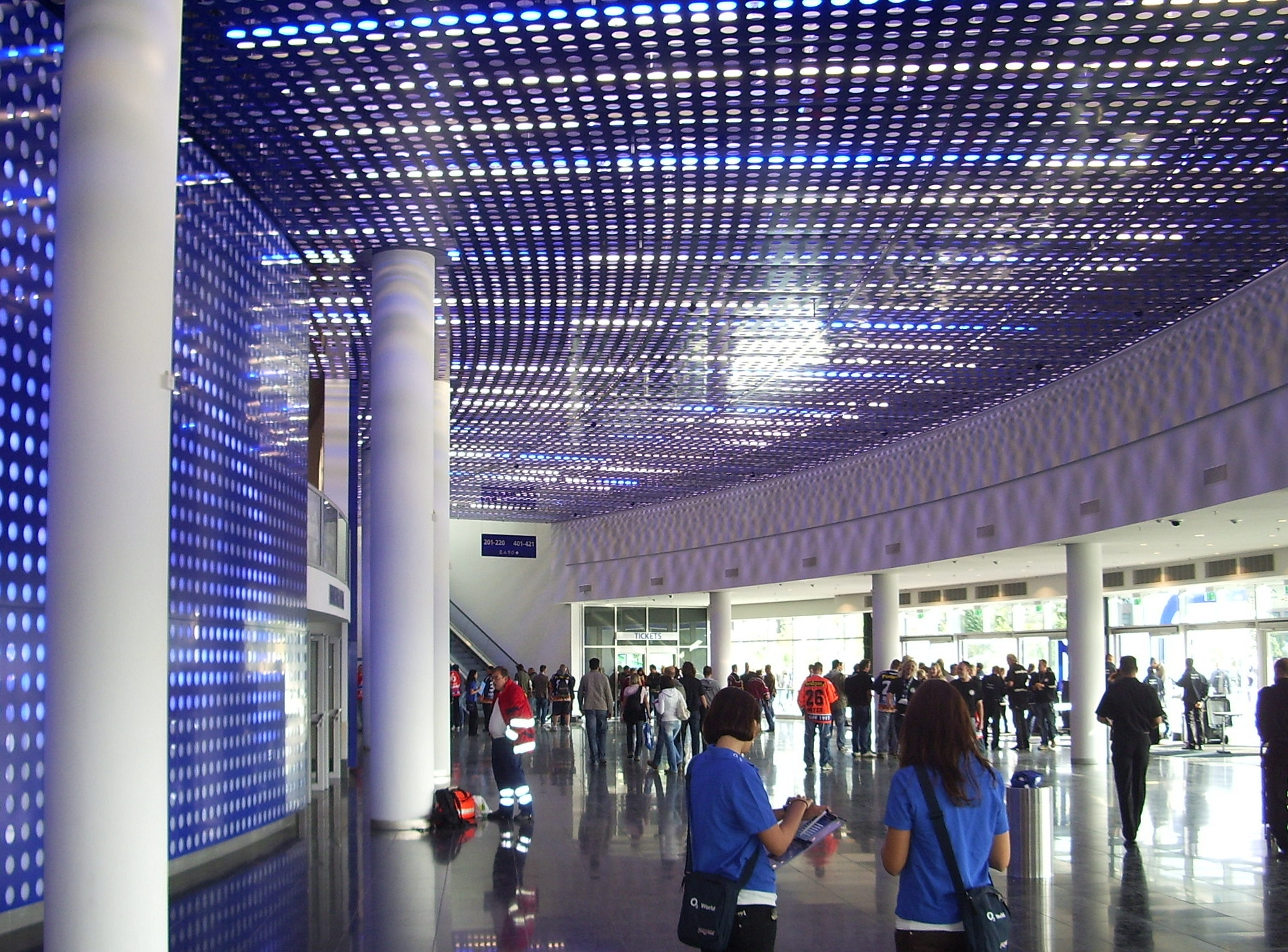
Intérieur
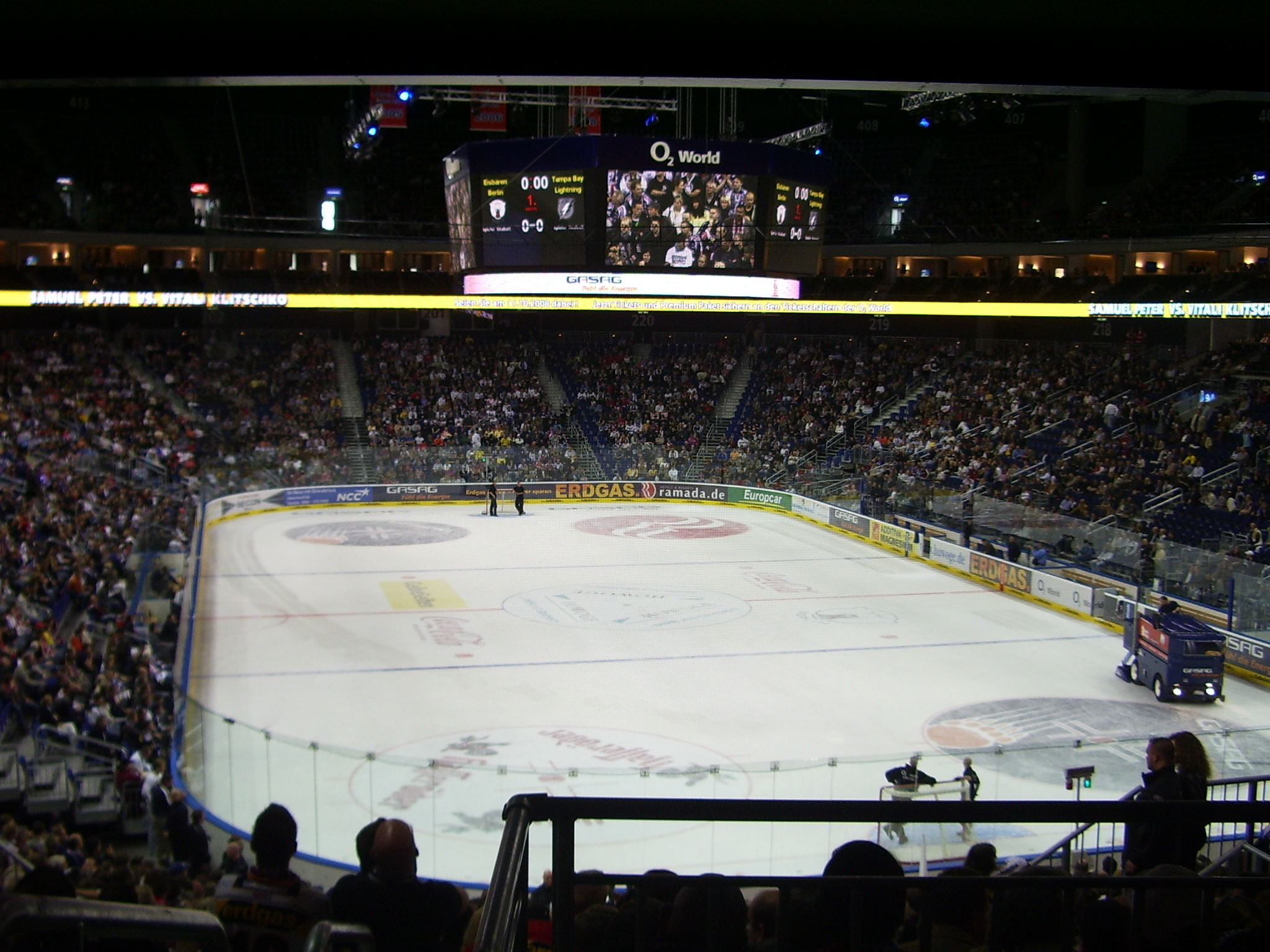
Match de hockey